# Clytie rungsi
Clytie rungsi là một loài bướm đêm trong họ Erebidae.